# Morton Subotnick
Morton Subotnick (født 1933 i USA) er en amerikansk komponist.
Lydbånd og film spiller en stor rolle i hans kompositioner, som spænder fra scenisk musik til små kammerensembler.[kilde mangler]